# Russische und sowjetische Kriegsgräberstätten im Kreis Schleswig-Flensburg
Im Kreis Schleswig-Flensburg gibt es in 23 Orten russische und sowjetische Kriegsgräberstätten aus beiden Weltkriegen. Diese Gräber liegen sehr oft am äußersten Rand eines Friedhofs und sind schwer zu finden. Das Gräbergesetz in Deutschland garantiert die Unverletzlichkeit dieser Gräber. Deshalb sind sie manchmal auch als Einzelgrabanlage auf ansonsten abgeräumten Gräberfeldern zu finden. Die Kosten für die Grabpflege übernimmt die Bundesrepublik.

## Liste
| Bild | Ort                  | Lage Anm. 1                   | Adresse                                                                | Weblink Anm. 2 |
| ---- | -------------------- | ----------------------------- | ---------------------------------------------------------------------- | --- |
|      | Bergenhusen          | Koordinaten fehlen! Hilf mit. | Poststroot Gemeindefriedhof (Kriegsgräberstätte 1. Weltkrieg)          | Grabstätte für 20 russische Kriegsgefangene des Ersten Weltkriegs.                                                        |
|      | Böel                 | Koordinaten fehlen! Hilf mit. | Norderstraße Gemeindefriedhof (Grabanlage)                             | Grabstätte für Tatjana Hurtowa und Marta Clina, sowjetische Zwangsarbeiterinnen.                                          |
|      | Erfde                | Koordinaten fehlen! Hilf mit. | Am Friedhof Gemeindefriedhof (Kriegsgräberstätte 1. Weltkrieg)         | Grabstätte für vier russische Kriegsgefangene des Ersten Weltkriegs.                                                      |
|      | Esgrus               | Koordinaten fehlen! Hilf mit. | An der Kirche Gemeindefriedhof (Grabanlage)                            | Grab eines sowjetischen Opfers des Zweiten Weltkriegs.                                                                    |
|      | Fahrdorf             | Koordinaten fehlen! Hilf mit. | Bundesstraße Kriegsgräberfriedhof Karberg (Grabanlage)                 | Grabstätte für 198 sowjetische Zwangsarbeiter und Kriegsgefangene auf einem Sammelfriedhof.                               |
|      | Grundhof             | Koordinaten fehlen! Hilf mit. | Holnisser Weg 9 Kirchhof (Grabanlage)                                  | Grabstätte für zwei sowjetische Opfer des Zweiten Weltkriegs.                                                             |
|      | Harrislee            | Koordinaten fehlen! Hilf mit. | Süderstraße Kirchhof (Kriegsgräberstätte 1. Weltkrieg)                 | Grabstätte für zwei russische Kriegsgefangene des Ersten Weltkriegs.                                                      |
|      | Gundelsby            | Koordinaten fehlen! Hilf mit. | Gundelsby Friedhof (Kriegsgräberstätte 1. Weltkrieg)                   | Grab eines russischen Kriegsgefangenen des Ersten Weltkriegs.                                                             |
|      | Kappeln              | Koordinaten fehlen! Hilf mit. | Schmiedestraße 45 Friedhof (Grabanlage)                                | Grabstätte für mindestens zwei sowjetische Zwangsarbeiter.                                                                |
|      | Kropp                | Koordinaten fehlen! Hilf mit. | An der Kirche Evangelischer Friedhof (Grabanlage)                      | Grabstätte für sechs sowjetische Opfer des Zweiten Weltkriegs.                                                            |
|      | Norderbrarup         | Koordinaten fehlen! Hilf mit. | Knüttelallee Gemeindefriedhof (Kriegsgräberstätte 1. Weltkrieg)        | Grab eines russischen Kriegsgefangenen des Ersten Weltkriegs.                                                             |
|      | Norderbrarup         | Koordinaten fehlen! Hilf mit. | Knüttelallee Gemeindefriedhof (Grabanlage)                             | Grabstätte für zwei sowjetische Opfer des Zweiten Weltkriegs.                                                             |
|      | Nordhackstedt        | Koordinaten fehlen! Hilf mit. | Ortsstraße Gemeindefriedhof (Grabanlage)                               | Grabstätte für vier sowjetische Opfer des Zweiten Weltkriegs.                                                             |
|      | Rabenkirchen-Faulück | Koordinaten fehlen! Hilf mit. | Steenstraat Gemeindefriedhof Rabenkirchen (Grabanlage)                 | Grabstätte für zwei sowjetische Opfer des Zweiten Weltkriegs.                                                             |
|      | Satrup               | Koordinaten fehlen! Hilf mit. | Schleswiger Straße Evangelischer Friedhof (Grabanlage)                 | Grabstätte für elf sowjetische Opfer des Zweiten Weltkriegs.                                                              |
|      | Schaalby             | Koordinaten fehlen! Hilf mit. | Kahlebyer Weg Evangelischer Friedhof (Kriegsgräberstätte 1. Weltkrieg) | Grab eines russischen Kriegsgefangenen des Ersten Weltkriegs.                                                             |
|      | Schaalby             | Koordinaten fehlen! Hilf mit. | Kahlebyer Weg Evangelischer Friedhof (Grabanlage)                      | Grab eines sowjetischen Opfers des Zweiten Weltkriegs.                                                                    |
|      | Friedrichsberg       | Koordinaten fehlen! Hilf mit. | Husumer Baum 81 Friedhof (Grabanlage)                                  | Grab eines sowjetischen Opfers des Zweiten Weltkriegs.                                                                    |
|      | Schleswig            | Koordinaten fehlen! Hilf mit. | Husumer Straße 10 Michaelis-Friedhof (Grabanlage)                      | Grabstätte für 13 sowjetische Kriegsgefangene und Zwangsarbeiter.                                                         |
|      | Schleswig            | Koordinaten fehlen! Hilf mit. | Mühlenredder Domfriedhof (Grabanlage)                                  | Grabstätte für zehn sowjetische Kriegsgefangene und Zwangsarbeiter.                                                       |
|      | Schleswig            | Koordinaten fehlen! Hilf mit. | Husumer Straße Neuer Garnisonfriedhof (Grabanlage)                     | Grabstätte für 48 sowjetische sowie 43 polnische und jugoslawische Opfer des Zweiten Weltkriegs.                          |
|      | Wanderup             | Koordinaten fehlen! Hilf mit. | Süderweg Gemeindefriedhof (Kriegsgräberstätte 1. Weltkrieg)            | Grabstätte für 16 russische Kriegsgefangene des Ersten Weltkriegs.                                                        |
|      | Eggebek              | Koordinaten fehlen! Hilf mit. | Hauptstraße 16 Evangelisch-lutherischer Friedhof Eggebek (Grabanlage)  | Zwei Gräber mit einer gemeinsamen Einfassung für die in der Zwangsarbeit verstorbenen Sonja Feodowa und Ludmilla Petrowa. |